# Creaturine
Creaturine è un romanzo di Alberto Capitta, pubblicato nel 2004 selezionato per il Premio Strega del 2005. Vincitore del Premio Lo Straniero nel 2006.

## Trama
Agli inizi del Novecento, Rosario e Nicola, due ragazzi ospiti di un orfanotrofio, sono uniti da un saldo vincolo d'amicizia. Ma il destino ha deciso di dividerli: Rosario trova infatti una sorta di bizzarra ma affettuosa famiglia adottiva, studia, diventa medico, si sposa; Nicola, al contrario, si allontana definitivamente dal consorzio civile per condurre un'esistenza in simbiosi col mondo naturale, dove a fargli compagnia sono i monti, i fiumi, i campi e gli animali selvatici. Curiosamente, però, i loro percorsi si sfiorano e l'approdo cui entrambi giungono sembra ricondurli là dove tutto era cominciato, rivelando loro l'inutilità dell'intero percorso. Altri personaggi incrociano le esistenze di Rosario e Nicola – Ademaro, Adelaide, Bianca, Letizia: anche a loro la sorte ha assegnato un indirizzo. Così il fiume della narrazione si ingrossa, diventa trascinante, soprattutto per l'imporsi di un terzo protagonista: la lingua sontuosa, densa di immagini, musicale e poetica che Alberto Capitta mostra di padroneggiare e piegare alle sue esigenze con straordinario virtuosismo. 

## Edizioni
- Alberto Capitta, Creaturine, Il Maestrale, 2004,  p. 231, ISBN 978-88-86109-80-2.
- Alberto Capitta, Creaturine, Frassinelli/Il Maestrale, 2005, pp.181. ISBN 978-88-7684-871-1
- (FR) Alberto Capitta, Petites créatures, traduzione di Dominique Vittoz, éditions du Rocher, 2009, ISBN 978-2-268-06655-4.